# Tala Hady
Tala Hady, também conhecido como Tala-Alice, é um um distrito urbano da cidade angolana do Cazenga, na província de Luanda.
Até 2016 era uma comuna.